# Протести проти судової реформи в Ізраїлі (2023)
Протести проти судової реформи в Ізраїлі у 2023 році — серія акцій протесту в Ізраїлі, спрямована проти судової реформи, запропонованої урядом прем'єр-міністра Біньяміна Нетаньяху. Протести, починаючи з 7 січня, проходять в суботу в Тель-Авіві та інших містах, а також у різних місцях у різні дні тижня.
11 березня 2023 року в протестах взяли участь близько півмільйона людей — це була наймасовіша протестна акція в історії країни.

## Історія
Після політичної кризи 2018 року, вибори 2021 року стали першими, в результаті яких було успішно сформовано уряд. Чинна коаліція, яка мала більшість в одне місце, розпалася у червні 2022 року після того, як один з її членів дезертував. На дострокових виборах до законодавчих органів чинний уряд на чолі з Яїром Лапідом зазнав поразки від коаліції правих партій на чолі з колишнім прем'єр-міністром Біньяміном Нетаньяху, який сформував новий уряд, що прийшов до влади 29 грудня 2022 року.
4 січня 2023 року, нещодавно призначений міністр юстиції Ярів Левін оголосив про плани реформування судової системи Ізраїлю, включаючи обмеження повноважень Верховного суду та радників з правових питань уряду, а також надання правлячої коаліції більшості в комітеті, який призначає суддів, після чого кілька організацій заявили про свій намір 7 січня організувати акції протесту у Тель-Авіві.
24 липня 2023 року, Кнесет (парламент) Ізраїлю ухвалив перший законопроєкт із пакету судової реформи, який забороняє Верховному суду країни оцінювати рішення ізраїльського парламенту та уряду та скасовувати їх, — повідомила газета The Jerusalem Post. Ця реформа викликала наймасовіші та найтриваліші протести в історії країни.

## Події

### Січень
7 січня 2023 року на площі Габіма біля Тель-Авіві 20 000 осіб взяли участь в акції протесту, Айман Оде, виступивши як запрошений оратор. У Хайфі відбулася невелика акція протесту, в якій взяли участь 200 осіб. Організатори протестів: рух лівих сил «Чорні прапори».
14 січня 2023 року, відбулася друга акція протесту також відбулася на площі Габіма, зібравши близько 80 000 осіб, тоді як у Хайфі та Єрусалимі пройшли мітинги меншого розміру, в яких взяли участь 2500 та 3000 осіб відповідно. Організатори протестів рух лівих сил Чорні прапори.
21 січня 2023 року акція протесту відбулася на вулиці Каплан біля центру Тель-Авіва. За оцінками ізраїльської поліції у протесті взяли участь понад 100 000 осіб, а невеликі протести відбулися у таких містах, як Хайфа, Єрусалим та Беер-Шева.

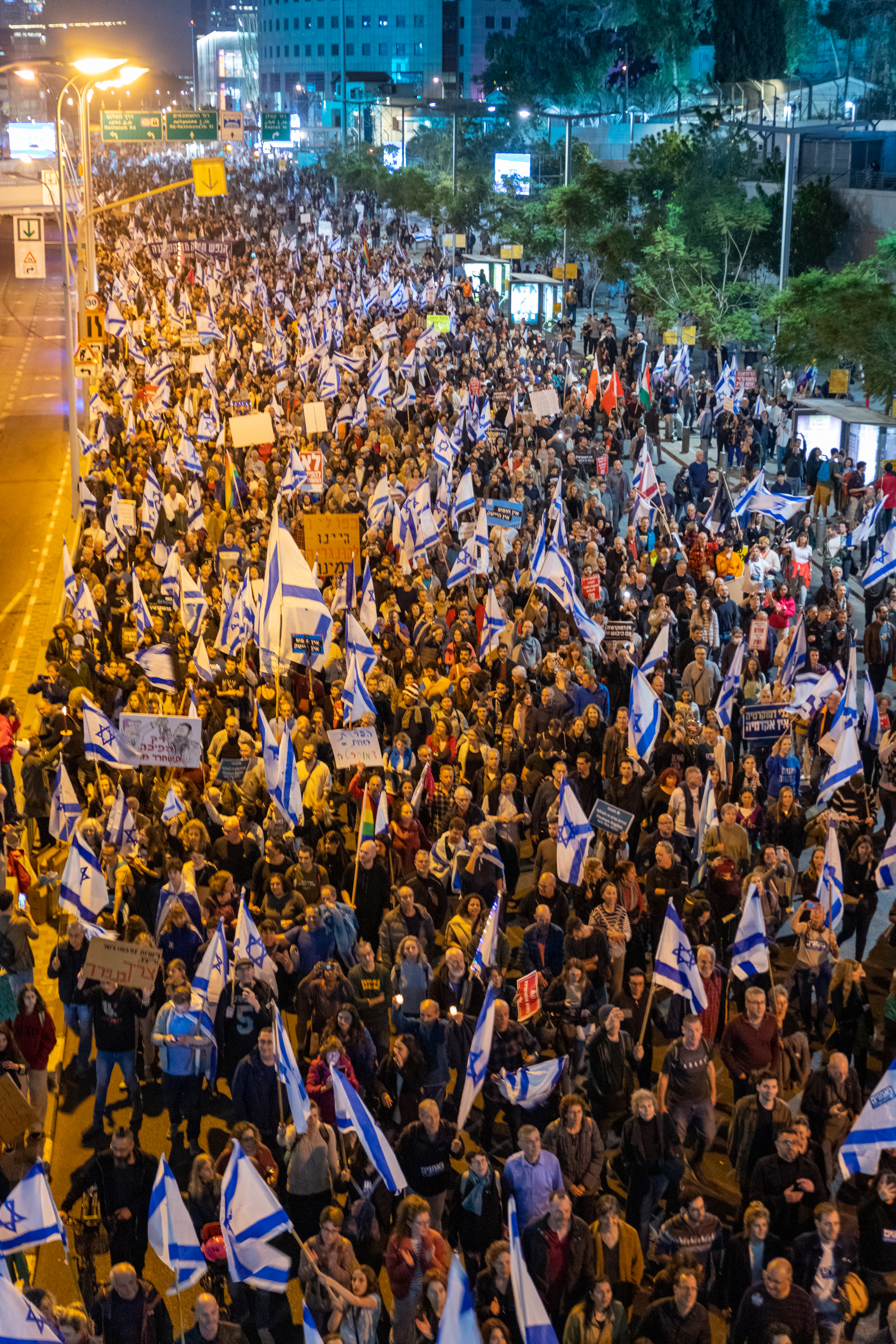
Демонстрація на шосе Бегін у Тель-Авіві, 28 січня 2023 р.

28 січня 2023 року, на вулиці Каплан відбулася четверта акція протесту. Число протестувальників у Тель-Авіві зменшилося, а в Хайфі та Єрусалимі — збільшилося. Протести привернули міжнародну увагу, держсекретар США Ентоні Блінкен відвідав Ізраїль і згадавши у розмові з Нетаніяху судову реформу.

### Лютий

#### 4 лютого
П'ята акція протесту відбулася на вулиці Каплан. Оцінки кількості протестувальників:
- Га-Арець – 60 000 чоловік по всій країні;
- The Jerusalem Post – лише в Тель-Авіві понад 100 000 чоловік.

Протести пройшли по всій країні, мітинги пройшли у таких містах, як Рішон-ле-Ціон, Нес-Ціона та Герцлія.

#### 11 лютого
Шоста акція протесту пройшла на вулиці Каплан, де як запрошений оратор виступила колишній міністр закордонних справ Ципі Лівні.
Оцінки кількості протестувальників:
- Га-Арець – 50 000 чоловік у Тель-Авіві, і ще 30 000 чоловік по всій країні, включаючи Кфар-Саву, Єрусалим та Хайфу.
- за оцінками організаторів, лише акцію протесту у Тель-Авіві на вулиці Каплан відвідало 150 000 осіб.

#### 13 лютого
8 лютого 2023 року голова комітету Кнесету з Конституції, законодавства та правосуддя Симха Ротман оголосив, що проголосує за винесення на пленум Кнесета кількох, в тому числі закону, що надає коаліції більшість у комітеті за призначенням суддів. Напередодні протестів 13 лютого кілька лідерів протесту, зокрема колишній начальник Генерального штабу Моше Яалон та учасники Руху за якісний уряд в Ізраїлі (голова адвокат Еліад Шрага), оголосили про свій намір організувати загальну забастовку та акцію протесту біля будівлі Кнесета.
13 лютого 2023 року, понад 100 000 людей зібралися на акції протесту біля будівлі Кнесета в Єрусалимі, тоді як представники кількох галузей, зокрема лікарі та працівники технологічного сектору, оголошували страйк. Цього дня конституційний комітет проголосував за реформи.

#### 18 лютого
18 лютого 2023 року, протестувальники пройшли маршем у Тель-Авіві та інших містах Ізраїлю. Організатори заявили, що близько чверті мільйона ізраїльтян взяли участь в акціях протесту у більш ніж 60 населених пунктах по всій країні, у тому числі приблизно 135 000 протестувальників, які пройшли маршем від Дизенгоф-центру до вулиці Каплан біля Тель-Авіві.
Організатори мітингу в центрі Тель-Авіва нагадали про промову Біньяміна Нетаньяху 2012 року, в якій прем'єр-міністр заявив про свою віру в сильну судову систему та свій намір захистити незалежність ізраїльських судів.

#### 20 лютого

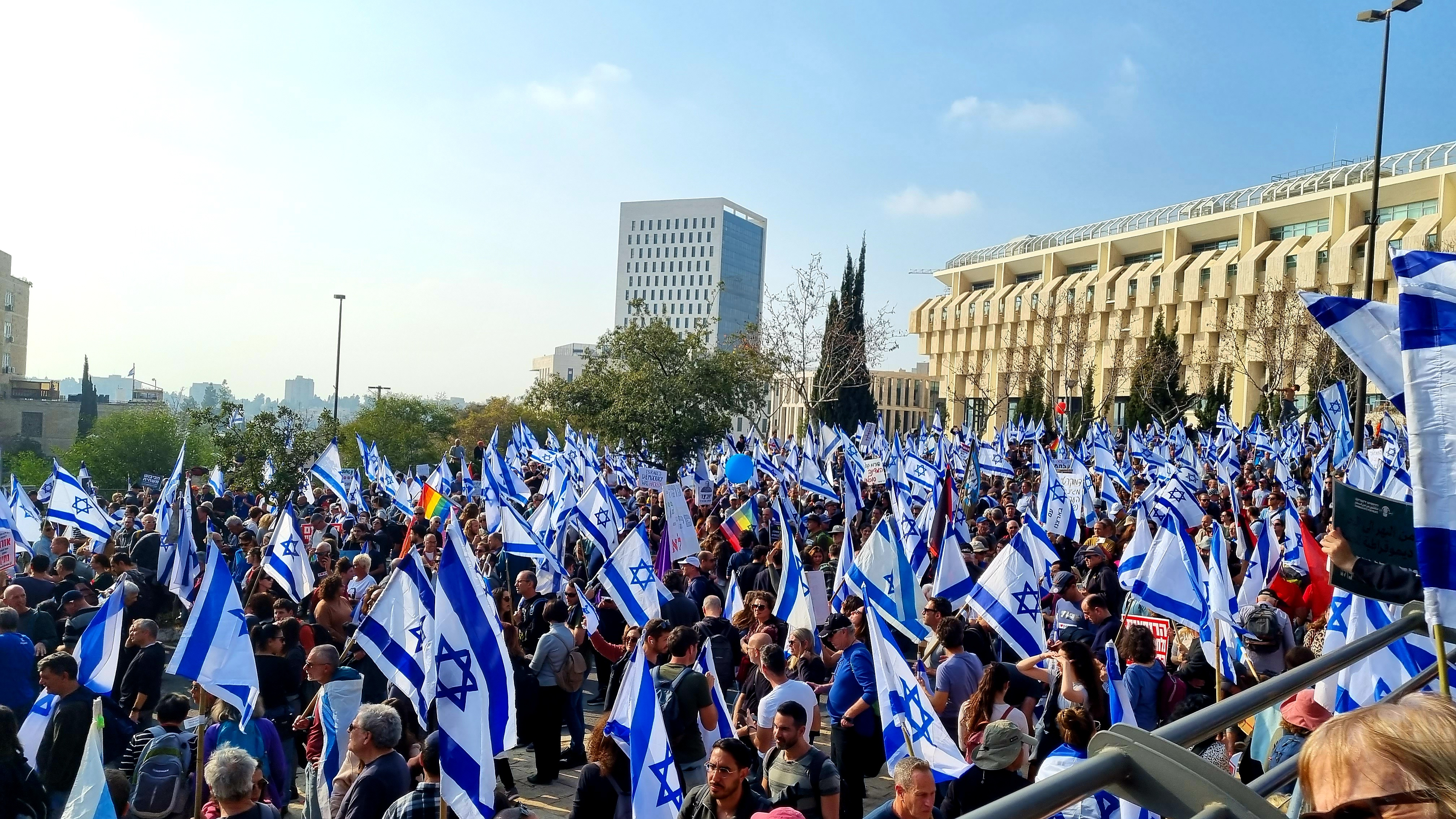
Демонстрація у Кнесета в Єрусалимі, 20 лютого 2023 р.

20 лютого понад 100 000 людей зібралися біля Кнесета в Єрусалимі, висловлюючи протест проти «першого голосування на пленумі щодо законопроектів, які дадуть політикам контроль за призначеннями до Верховного суду Ізраїлю та обмежувати його здатність скасовувати закони». Протестувальниками було перекрито основні магістралі, кілька чиновників було заблоковано у своїх будинках. На зустрічі з депутатами від партії "Лікуд" Нетаньяху звинуватив керівництво руху в тому, що він "загрожує нам громадянською війною та кров'ю на вулицях".

#### 25 лютого
Протести тривали по всій країні :

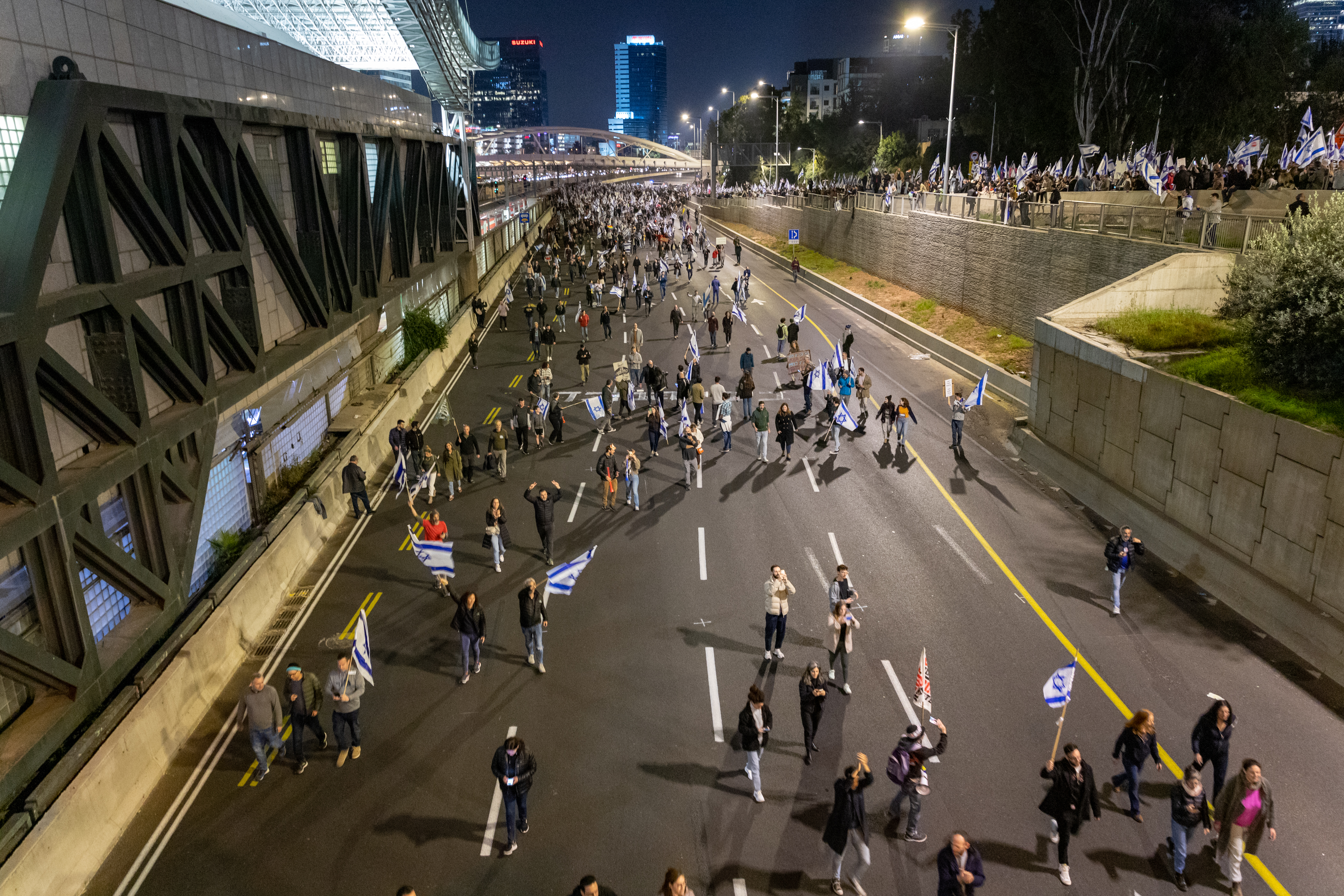
Протестувальники блокують шосе Аялон у Тель-Авіві, 25 лютого 2023 р.

- 160 000 протестувальників у Тель-Авіві (за даними 13 каналу);
- 30 000 у Хайфі (за даними поліції);
- близько 5 000 у Раанані (за даними газети «Га-Арець»).

У Тель-Авіві акції протесту передував виступ 150 учасниць жіночого гурту Bonot Alternativa («Будуємо альтернативу»), одягнених у червоно-білі вбрання (відсилання до телесеріалу «Оповідання служниці»). Учасниці протестували проти деяких запропонованих правових змін, які, на їхню думку, зашкодять жінкам. У протестах також взяли участь економіст Яків Френкель та колишній віце-президент Верховного суду Ізраїлю Єльякім Рубінштейн.

### Березень

#### 1 березня

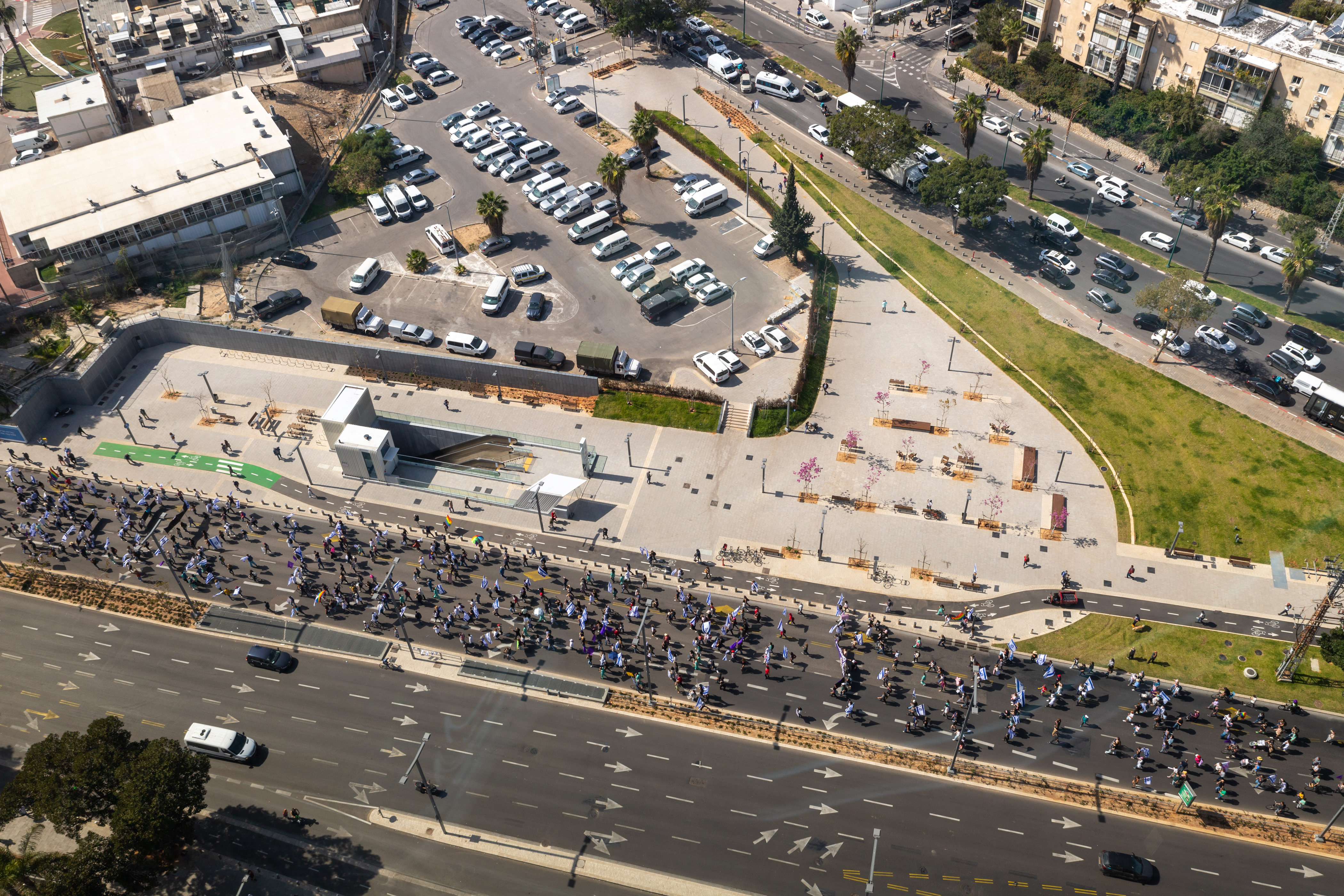
Протестувальники марширують бульваром Бегіна, Тель-Авів, 1 березня 2023 р.

1 березня 2023 року було оголошено «Національним днем руйнування». Протестувальники намагалися перекрити шосе Аялон у Тель-Авіві. Поліцією були застосовані проти демонстрантів світлошумові гранати, кінна поліція, водомети, арештовано кількох людей. Нетаньягу та міністр національної безпеки Ітамар Бен-Гвір заявили, що всі протестувальники, що блокують дороги, є анархістами, яких слід арештувати. Пізніше того ж вечора дружина прем'єр-міністра Сара Нетаньяху три години була заблокована протестувальниками у перукарні у Тель-Авіві.

#### 4 березня

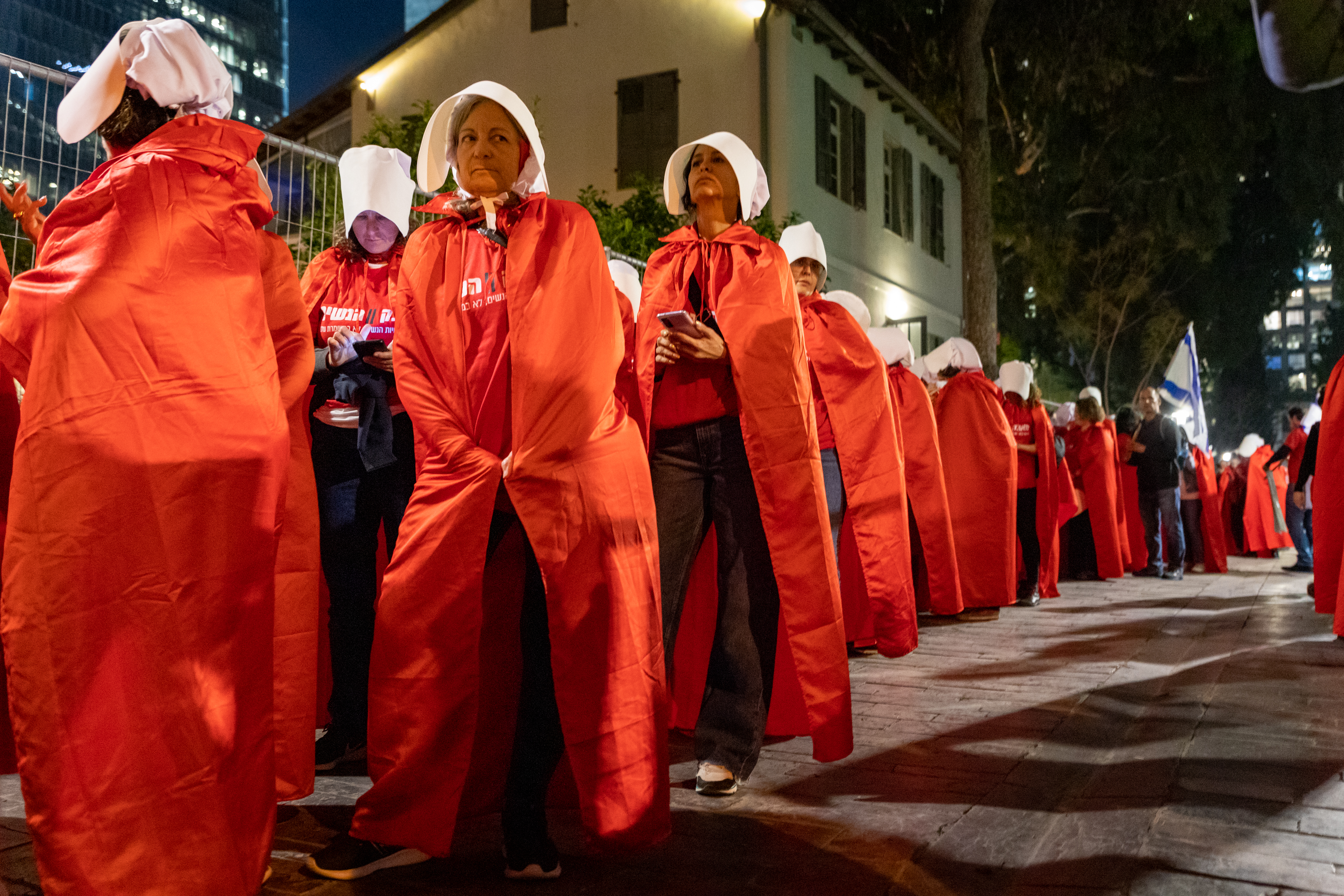
Протестувальники, одягнені як служниці з серіалу « Оповідання служниці », Тель-Авів, 4 березня 2023 р.

Протести пройшли в Ашкелоні, Араді, Бат-Ямі, Беер-Шеві, Хайфі, Герцлії, Холоні, Єрусалимі, Кір'ят-Оно, Кір'ят-Шмоні, Раанані, Тель-Авіві та інших містах. За оцінками 12 каналу, лише у Тель-Авіві кількість протестувальників досягла 160 000.
Міністр національної безпеки Ітамар Бен-Гвір звернувся до преси зі штаб-квартири поліції у Тель-Авіві.
В акціях протесту взяли участь різні депутати від опозиції:
- у Герцлії — лідер опозиції Яїр Лапід;
- в Ашдоді — лідер опозиційної партії "Ісраель Бейтейну" Авігдор Ліберман;
- у Беер-Шеві — лідер Партії національної єдності Бенні Ганц;
- у Тель-Авіві — колишній міністр освіти і член "Лікуда" Лімор Лівнат.

Звертаючись до протестувальників у Раанані, Моше Яалон наголосив на втраті Нетаньяху зв'язку з реальністю. Ципі Лівні заявила, що ці протести були найважливішими з тих, на яких вона колись була присутня. Ще одним спікером на протестах у Раанані був колишній комісар поліції Роні Альшейх.
На великому банері, який несли протестувальники у Тель-Авіві, були зображені фотографії міністра фінансів Бецалеля Смотрича та міністра національної безпеки Ітамара Бен-Гвіра з написом «Вчора Хувара, завтра Ізраїль» на тлі фотографії заворушень у Хуварі.

#### 8 березня
Понад 25 000 жінок, одягнених у червоне, сформували живі ланцюги у 70 місцях по всьому Ізраїлю, поєднавши святкування Міжнародного жіночого дня із хвилею протестів проти урядової судової реформи. Захід був організований жіночою організацією Bonot Alternativa («Будуємо альтернативу»), яка заявила, що ізраїльські жінки «проводять червону межу», коли йдеться про порушення прав жінок.

#### 9 березня

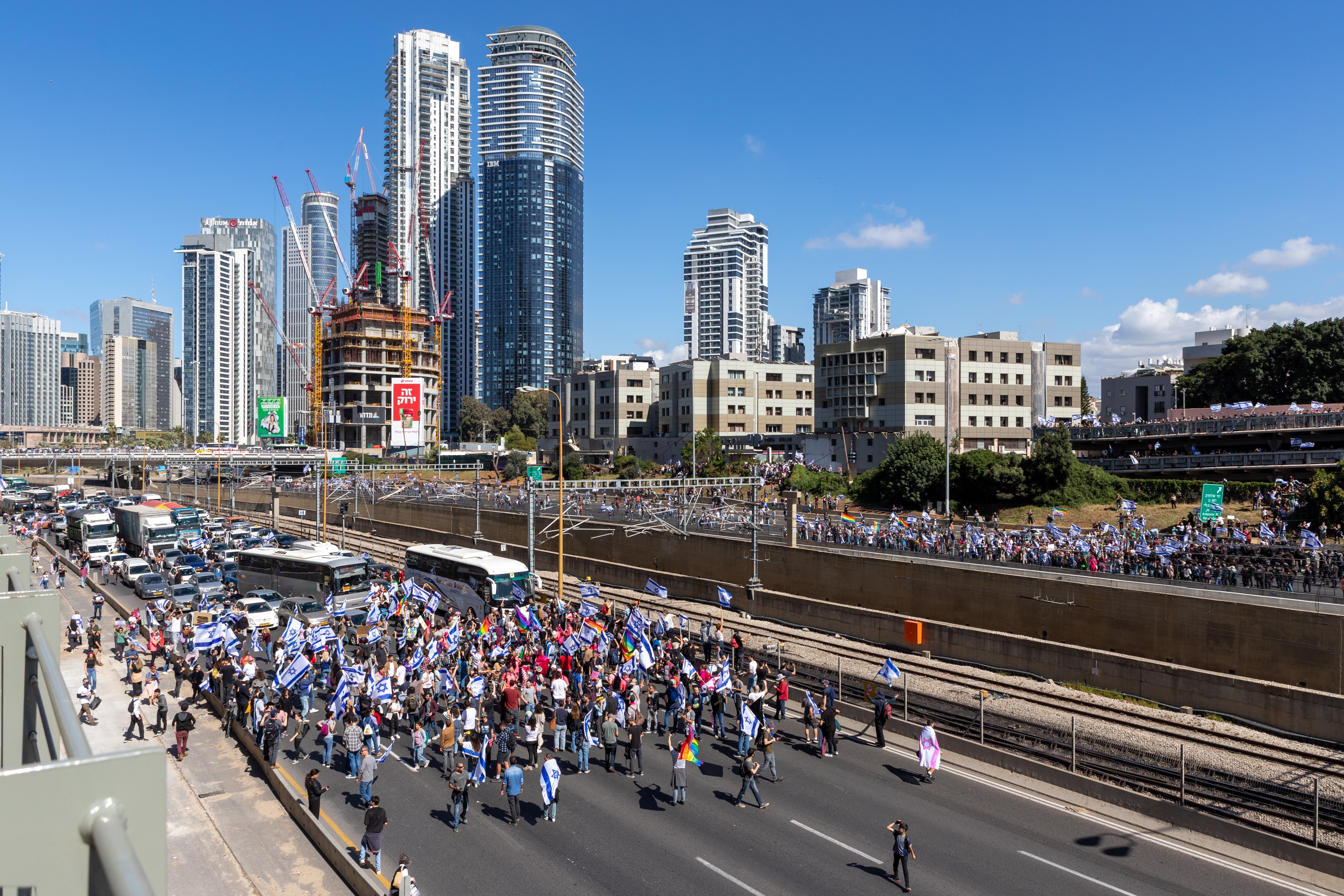
Протестувальники блокують шосе Аялон, 9 березня 2023 р.

9 березня 2023 року стало «Національним днем спротиву». Протестувальники перекрили дороги та морські шляхи, зокрема одну з головних автомагістралей країни Аялон. Колони автомобілів заповнили шосе Тель-Авів-Єрусалим, був заблокований головний термінал аеропорту Бен-Гуріон, з метою перешкодити вильоту Нетаньяху до Риму на зустріч із прем'єр-міністром Італії Джорджією Мелоні.

### Липень

#### 24 липня
24 липня 2023 року, згідно повідомлення агентства DPA, в Ізраїлі тисячі людей знову протестували проти уряду після схвалення основного елементу суперечливої судової реформи, яка, на думку її противників, підриває демократію. Як повідомляється, противники судової реформи перекрили кілька доріг країни. У Тель-Авіві ввечері сотні людей вийшли на центральне шосе. За даними ЗМІ, ввечері по всій країні було затримано щонайменше 34 демонстрантів, декілька людей отримали поранення від використання водометів біля Кнесету. У кількох містах відбулися сутички між поліцією та демонстрантами.

### Серпень

#### 5 серпня
5 серпня 2023 року, тисячі мешканців Ізраїлю знову вийшли на вулиці, щоб висловити протест уряду на чолі з прем'єр-міністром Біньяміном Нетаньяху. Мітинги проти судової реформи, перша частина якої була схвалена парламентом країни (Кнесетом) наприкінці липня, тривають 31 тиждень поспіль. Найбільша акція відбулася в Тель-Авіві. Як передає 13-й канал ізраїльського телебачення з посиланням на дані компанії Crowd Solutions, на вулиці Каплан у центрі Тель-Авіва зібралося трохи більше 100 тисяч людей. За заявою організаторів, загалом у всій країні було проведено близько 150 акцій.

#### 12 серпня
12 серпня 2023 року, згідно повідомлення агенції AFP та цілодобового каналу France 24, тисячі жителів Ізраїлю знову вийшли на вулиці, щоб висловити протест уряду на чолі з прем'єр-міністром Біньяміном Нетаньяху. Мітинги проти судової реформи, перша частина якої була схвалена парламентом країни наприкінці липня, тривають вже 32-й тиждень поспіль. Зазначається, що протести підтримали політичні опоненти, світські та релігійні групи, сині комірці та технічні працівники, борці за мир та військові резервісти. «Ці місяці протестів, зокрема й на підтримку уряду, викликали побоювання щодо поглиблення розколу в ізраїльському суспільстві», – повідомили ЗМІ. Інші мітинги цього дня також відбулися на півночі країни, зокрема в Хайфі, Нетаньї та Герцлії.

#### 26 серпня
26 серпня 2023 року, ввечері, протестувальники мали провести демонстрації в Тель-Авіві та по всьому Ізраїлю, які тривають 34-й тиждень поспіль проти планів уряду щодо капітального перегляду судової системи. Але, оскільки законодавчий поштовх щодо послаблення судової влади призупинено на тлі літніх двохмісячних канікул у роботі Кнесету, антиурядові демонстранти все частіше висвітлюють інші проблеми під час останніх протестів, включаючи нещодавні випадки дискримінації жінок і вплив релігійних партій на правлячу коаліцію. Як повідомляють місцеві ЗМІ цієї країни, продовжуючи розгалужувати свої вимоги, протестувальники збираються також висвітлити зростання насильницької злочинності в арабських громадах, оскільки уряд стикається з дедалі більшою критикою через свою реакцію на рекордну кількість вбивств. В той же час, за повідомленнями ЗМІ, 26 серпня «за оцінками ЗМІ та компанії CrowdSolutions, на яку посилається "13-й канал", у мітингу в Тель-Авіві взяли участь близько 100 тис. осіб", — зазначено виданням Times of Israel.